# キルワ王国
キルワ王国とは、16世紀まで東アフリカのキルワ島で栄えた王国である。スンナ派のイスラム教が信仰されていた。13世紀から15世紀にかけて海上交易によって繁栄し、キルワ島にはモスク（寺院）、王宮などの建物が造られた。16世紀初頭に東アフリカ沿岸部に進出したポルトガルの攻撃を受けて衰退した。
首都のキルワ（キルワ・キシワニ）はキルワ・キシワニとソンゴ・ムナラの遺跡群として世界遺産に登録されている。

## 歴史

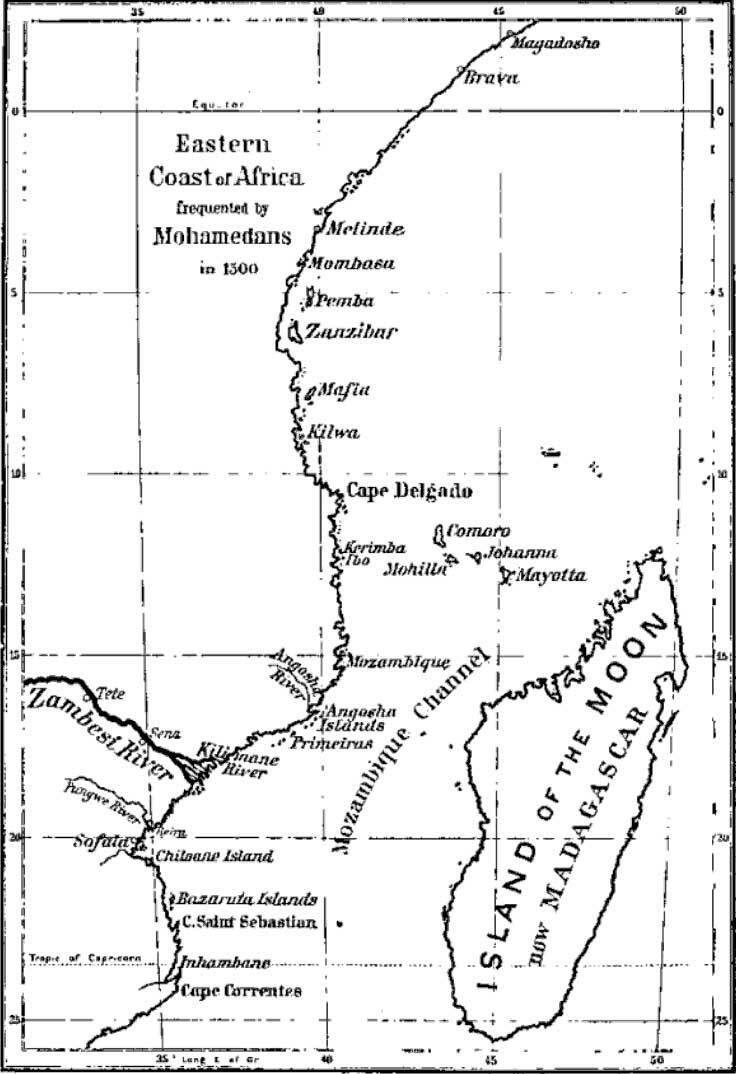
1500年の東アフリカの主要都市。キルワの勢力は北はマリンディ (Malindi)、南はコレンテス岬 (Cape Correntes) まで及んだ

キルワ王国が成立した時期は10世紀の半ばと推定されている。
王国の歴史を述べた『キルワ年代記』には、危機的状態に置かれていたイランのシーラーズを脱出したあるスルターンと6人の王子が東アフリカに向けて船を出し、そのうちの王子の一人がキルワ島に漂着して王朝を創始した物語が記されている。東アフリカのスワヒリ文化の起源をアラブ・ペルシアに定める研究者は年代記の建国神話はおおむね史実に基づいたものであると考え、王朝の名前である「シラジ」はシーラーズ（もしくはイラン南部の港町シーラーフ）が転訛したものだと推測している。一方、スワヒリ文化がアフリカで発生したものだと主張する研究者は「シラジ」の語源はケニア北部を指す地名の「シュングワヤ」であり、建国神話は王家の血統の正統性を強固にするための創作だと考えている。ほか、キルワ島に移住したラム島の住民が権威付けのために当時繁栄していたシーラーフの出身を自称していたとする説も存在する。
歴史学者のバズル・デヴィドソンは、キルワ王国の支配領域はモザンビーク海岸部のソファラからザンジバルに広がっていたと推定している。12世紀にキルワ王国はアフリカ大陸内陸部で産出される金の集積地であるソファラを支配下に収め、金交易を独占する。ダーウード・ブン・スライマーン（在位：1131年 - 1170年）は「貿易の長」と呼ばれ、ペンバ、ザンジバル、マフィア島に勢力を拡大した。
13世紀以降、キルワはモンバサ、モガディシュなどの東アフリカ沿岸部の港湾都市と共に交易拠点として急速に発展する。13世紀初頭に地理学者ヤークートが著した辞典『地理学辞典』には、キルワをはじめとするスワヒリ都市が盛んに交易を行っていたことが記されている。13世紀半ばにキルワ王国はシャンガ（キルワ島南のサンジュ・ヤ・カティ島と同一視される）の住民と交易の支配権を巡って争って勝利を収め、キルワの勝利はスワヒリ文明と交易の急速な発展を促進した。キルワ王国はスワヒリ海岸における交易の影響力を強固にするためモンバサを支配下に置き、北部のスワヒリ都市マリンディと対立する。また、13世紀にはキルワ王国とイエメンのラスール朝、ヒジャーズ地方のアシュラーフ（預言者ムハンマドと血縁関係があるメッカの名家）との関係が強化された。13世紀にキルワ王国の法学はハワーリジュ学派からシャーフィイー学派に変化するが、その背景にはキルワ王国とイバード派が多いオマーンとの関係が希薄になり、イエメンとの文化的交流が深くなった事情があったと考えられている。
14世紀初頭から始まるキルワ王国の発展と同時期に「アブル・マワーヒブ」という名前の新しい王朝が出現する。1331年にキルワ島を訪れた旅行家のイブン・バットゥータは、キルワ（クルワー）の町並みの美しさを称賛した。バットゥータが訪れた当時の王国のスルターンはアブー・アル＝マワーヒブ・ハサン・ブン・スライマーン（在位：1310年 - 1333年）で、アフリカ大陸部内陸部でジハード（聖戦）を行って金、奴隷、象牙を獲得した。
15世紀に入ると王国の支配者層の中に形成されたグループ間で政争が起こり、王国は徐々に衰退していく。スルターン・フサイン（在位：1409年 - 1432年/33年）からスルターン・サイード（在位：1446年 - 1453年以後）の治世の間に内紛が起こり、7人のスルターンが現れた。1450年代前半に王位を奪われたラスール朝のマスウードはキルワ王国に保護を求め、サイードはマスウードに援助を与えて送り出した。サイードの後に即位したスルターン・スライマーン在位中にキルワ王国の内訌は深刻化し、援助を受けるために再びキルワ島を訪れたマスウードの要請を拒んでいる。スルターン・フザイルの在位中に東アフリカにポルトガルの艦隊が来航し、『キルワ年代記』7章にはヴァスコ・ダ・ガマが指揮するポルトガル艦隊がスワヒリ諸都市に現れた事件が驚きと不安をもって記されている。
15世紀末にキルワ王国のスルターンは首長（アミール）のイブラーヒームによって暗殺される。ヴァスコ・ダ・ガマの命令を受けたキリスト騎士団員ペドロ・アルヴァレス・カブラルは王国の支配権を握るイブラーヒームに通商条約の締結を申し出るが、イブラーヒームはポルトガル人の動向に疑いを抱き、交渉は決裂する。1502年7月12日にキルワ島の沖に停泊したガマの艦隊は王宮への砲撃をほのめかし、イブラーヒームはポルトガル人に降伏する。キルワ王国は一旦はポルトガルへの貢納を承諾するが、それから間もなく貢納を拒否したため、1505年にフランシスコ・デ・アルメイダが率いるポルトガル艦隊によってキルワ島は破壊され、町は略奪に晒された
インド洋、ペルシア湾につながる海上交易路はポルトガル、アフリカ大陸内陸部への陸上交易路は部族勢力によって妨害され、キルワ王国の没落は顕著になる。1587年にアフリカ大陸内陸部のバントゥー系民族のジンバの攻撃によって王国は滅亡し、キルワ島はポルトガルの植民地とされた。

## 社会

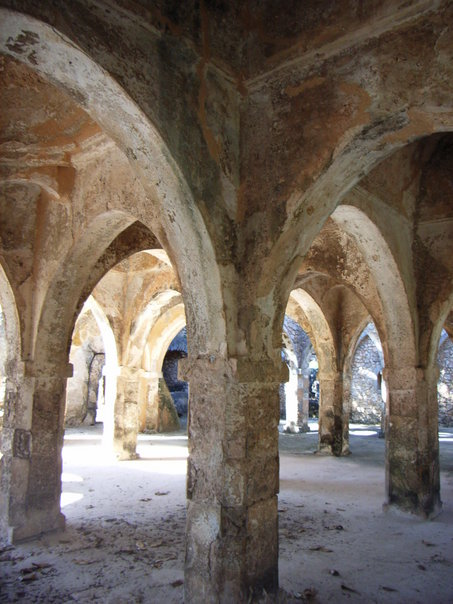
キルワの大モスク

キルワ王国は「色の白いアラブ人」、「色の白いムーア人」、奴隷所有者、黒人奴隷で構成される階層社会であり、自由人と奴隷は衣服の面でも区別されていた。イブン・バットゥータが残したキルワ王国のカーディー（裁判官）に関する記述から、キルワ王国などのスワヒリ国家はシャリーア（イスラーム法）を完全に受け入れておらず、いくつかの要素を取り入れていたと推定されている。
考古学調査によって彩色陶器やガラス製品と共に通貨として使われていたタカラガイ（子安貝）が出土している。スワヒリ都市間の交易が活発化すると貨幣が導入され、キルワ王国では12世紀末に貨幣が用いられるようになったと考えられている。アル＝ハサン・イブン・タルゥト（在位：1277年 - 1294年）の治世に鋳造された硬貨が最古のものとされ、硬貨にはアラビア文字が刻まれていた。スワヒリ都市では銀・銅製の硬貨が使われ、16世紀のポルトガルの記録では銅貨が使用されていたことが記されている。
ポルトガルに破壊される直前のキルワではモロコシ、バター、蜂蜜、ワックス、良質の綿花が作られ、黒人奴隷が農作業に従事していた。12世紀半ばには中国で製造された磁器と青磁がキルワに輸入されるようになった。ポルトガル人が来航する直前のキルワは金、奴隷、象牙をアラブ、イラン、インドの商人に売り渡し、ビーズ、綿織物、ガラス製品、陶磁器、銅線などを輸入して利益を得ていた。

## 建築
キルワ王国が最盛期を迎えた14世紀から15世紀にかけての時期に多くの建造物が建てられた。キルワ王国の建築物はアラブ、ペルシアの建築文化の影響を受けながらも、それらの地域の建築物に見られない特徴を備えるようになる。キルワで最も古い建物である大モスクは数度にわたって再建され、スライマーン・ブン・ムハンマド（在位：1412年 - 1442年）の治世に現在の形になる。アブー・アル＝マワーヒブ・ハサン・ブン・スライマーンの居所である大フスニは大モスクや集落から離れた小高い丘の上に位置しているために島に寄港するダウ船を把握することができ、有事の際には防御施設にもなりえた。
キルワ島では12世紀から石造建築が開始され、それ以前には珊瑚から切り出した石材を積み上げていく独自の技法が使われていた。14世紀に大きさの差異が少ない未研磨の石材をモルタルを使って並べる工法が導入され、建物の建設が容易になる。他のスワヒリ都市の建物は平屋根が主流で、半球状の天井、半筒型の天井、石柱などの様式はキルワでしか見られなかった。1331年にキルワを訪れたイブン・バットゥータは『大旅行記』の中でキルワ島に葦葺き屋根の木造の家屋が建ち並んでいたことを記している。しかし、バットゥータが訪れた当時のキルワの町の一部と王宮は珊瑚石にモルタル石灰を塗った石造建築で構成されていた。
15世紀に石材をモルタルでつなぎ合わせる建築技術がより発達し、中国やイランで制作された陶磁器の破片が建物の装飾に使われるようになった。アルメイダの艦隊に同行していたドイツ人の砲手は陥落直前のキルワについて、石とモルタルで作られた数階建ての家屋が建ち並び、大モスクが置かれていたことを書き留めている。